# Вільям Гйортсберг
Вільям «Гац» Гйортсберг (англ. William «Gatz» Hjortsberg) (нар. 1941, Нью-Йорк) — американський письменник і сценарист, відомий своїми сценаріями до фільмів «Легенда» й «Янгольське серце».

## Життєпис
Народився Вільям Гйортсберг 1941 року в Нью-Йорку. Закінчив у 1962 році Дартмутський коледж. Потім навчався в «Єльській школі драми» та Стенфордському університеті.
В експериментальному фантастичному романі «Сіра речовина мозку» (англ. Gray Matters) (1971) описана іронічна утопія, мешканці якої можуть за допомогою гігантського комп'ютера і власних трансцендентальних зусиль перевтілитися в містичних "цереброморфов". 
Цікавою, хоча багато в чому і суперечливою, спробою поєднати наукову фантастику, окультну прозу і детектив став роман Грішний янгол [Падіння Янгола] (1978), додаткову популярність якому принесла екстравагантна екранізація Алана Паркера «Янгольське серце» (1987) (випущеного у франкомовній Канаді під назвою «Aux Portes De L'Enfer»).

## Художні твори
- Алп (1969)
- Сіра речовина (як Edward Upward) (1971)
- Симбіографія (1973)
- Toro! Toro! Toro! (1974)
- Грішний янгол (1978), перевидання Міліпед Прес 2006 року
- Більш ніко́ли (1994)
- Mañana (ісп. Завтра) (2015)

## Сценарії
- Грім і блискавка (1977)[3]
- Грузинські персики (1980) (для телебачення)
- Легенда (1985)
- Янгольське серце (1987)

## Документальні твори
- Гйортсберг, Вільям (2012) Ювілей автостопом: Життя та час Ричарда Бротигана.